# Carl Stalling
Carl W. Stalling (Lexington, Missouri, 1891. november 10. – Los Angeles, Kalifornia, 1972. november 29.) amerikai filmzeneszerző és hangszerelő. Legismertebb munkái a Looney Tunes és a Merrie Melodies rajzfilmsorozatok (hazánkban mindkettőt Bolondos dallamokként ismerhetjük). Huszonkét éven keresztül hetente szerzett egy-egy darabot újabb és újabb rajzfilmekhez a Warner Brothers stúdiónál.

## Biográfia
Stalling Lexingtonban, Missouriban született. Hatéves korában kezdett zongorázni. 12 évesen ő volt a vezető zongoristája a város mozijának. A korai húszas éveiben saját nagyzenekart vezetett, és orgonán improvizált a Kansas City-beli legendás Isis Movie Theatre-ben. Ekkoriban barátkozott össze az ifjú Walt Disney-vel, aki ekkoriban készítette első rövidfilmjeit Kansas Cityben. Stalling szerezte több korai Disney-film zenéjét, ilyen például a Plane Crazy, a Gallopin' Gaucho 1928-ban (de a Steamboat Willie-ét, az első hangos Disney-filmét nem). Ez idő tájt több eszmecserét is folytatott Disney-vel, hogy vajon az animáció vagy a zene készüljön-e el hamarabb. Ebből született a Silly Symphonies sorozat. Ennél Stalling előre elkészítette a zenesávot, s az animátorok ehhez a felvételhez képest készítették az animációkat. Stalling használta először a "bar sheets" technológiát, amivel a zenei ritmusok felvázolva látszódtak a storyboardokon. Két évvel később elhagyta a Disney stúdiót, egy időben Ub Iwerks animátorral. New Yorkból Kaliforniába vezetett az útja, ahol ismét összeállt Iwerks-szel, miközben szabadúszóként Disney-nek is dolgozott. 1936-ban Leon Schlesinger felkérte, hogy komponáljon zenét a Warner Bros. stúdió rövid rajzfilmjeihez. Stalling egyúttal a hozzáférést is megszerezte a Warner gazdag archívumához és szerződtetett muzsikusaihoz. Egészen 1958-ig a stúdiónál maradt. Utolsó műve, a Chuck Jones által rendezett To Itch His Own volt (főszereplője a világ legerősebb bolhája, Mighty Angelo).
Stalling emellett újító is volt. Ő volt az első zenei rendező, aki kiemelt szerepet szánt a metronómnak. Ő volt továbbá Max Steiner és Scott Bradley mellett a "click track" technika bevezetője is. Stalling egyik ismertetőjegye a popzenéből vagy akár komolyzenéből vett idézetek használata, ezzel további humoros tartalmat adva a rajzfilmnek. Olyan legendás rendezőkkel dolgozva, mint Tex Avery, Bob Clampett, Friz Freleng, Robert McKimson és Chuck Jones, Stalling kidolgozta a Looney Tunes-stílust, ami gyors, irányított zenei darabokból áll, amelyeket együtt vettek fel a hangeffektusokkal, végül egész fantáziákká alkotva őket (lásd a The Rabbit of Seville vagy a A Corny Concerto című filmeket).
Stalling mestere volt az egyik zenei stílusból másikba váltásoknak, így zenéje szinkronban maradt a rajzfilm dinamikájával. Hangszerelései rendkívül komplikáltak és technikailag bonyolultak voltak. A zene egyszerre funkcionált a rajzfilm háttereként, és hozta a hangeffekteket is. A művek címe általában a jelenetet írta le, néha humoros kikacsintásokat tartalmazva.
Stalling gyakran felhasználta Raymond Scott műveit, amelyeknek jogai a negyvenes évek elején a Warner stúdióéi voltak.
Jones és a többi Looney Tunes-rendező néha kifogásolta Stalling sűrűn használt zenei idézeteit. A kortársak, mint az MGM-es Scott Bradley ezért kifejezetten eredeti dallamokat alkotott, kerülve a túlzott idézgetést. Ahogy Jones egy interjúban fogalmazott:
Briliáns muzsikus volt. De számára az volt a leggyorsabb módszer, hogy egyszerűen olyan zeneszámokat használt, amelyeknek a címe egyezett a szituációval. Ha egy vörös ruhás hölgy lépett a színre, ő rögtön a "The Lady in Red"-et játszotta. Ha valaki bement egy barlangba, a "Fingal's Cave"-et játszotta. Ha valaki épp evett, az "A Cup of Coffe, A Sandwich and You"t játszotta. Egyszer volt egy méhecske, és Istenem, ő naná, hogy talált egy 1906-os dalt "I'm a Busy Little Bumble Bee" címmel.
Manapság Stalling emlékét elsősorban művei tartják fenn. Szerzeményeit a klasszikus rajzfilmek ismétlésekor, és olyan filmekben hallhatjuk, mint a Bolondos dallamok: Újra akcióban.
A neves filmkritikus, Leonard Maltin, a Looney Tunes Golden Collection című DVD-kiadvány egyik extrájában kifejti, hogy a Warner-rajzfilmek zenei sávjának hallgatása fontos szegmentuma a zenei oktatásnak, és a Warner Bros. nagyzenekar gazdag hangzása ma fájó hiány a rajzfilmekben. Tagadhatatlan, hogy Stalling ismertette meg a fiatalokkal a híres klasszikus darabokat, és néhány számot a Great American Songbookból.
Miután visszavonult, Stallingot Milt Franklyn váltotta, aki a harmincas évek óta dolgozott vele, mint hangszerelő asszisztens. Stalling 1972. november 29-én halt meg, Los Angeles mellett.

## Zenei idézetei
- How Dry I Am  (ahol a karakterek részegek)
- Rock-a-bye Baby  (ahol kisbabák szerepelnek, vagy a figurák aludni próbálnak)
- Abre los ojos  (ahol a karakterek akrobatikus trükköket hajtanak végre)
- A Cup of Coffee, A Sandwich and You  (ahol a karakterek éhesek)
- The Lady in Red  (ahol szép nők, vagy nőnek öltözött karakterek szerepelnek)
- I'm Forever Blowing Bubbles (ahol a karakterek a víz alatt vannak, vagy buborékok szerepelnek)
- Raindrop prelude (esős jeleneteknél)
- Largo al factotum  (ahol olasz karakterek szerepelnek, vagy egy fodrászüzlet a helyszín)
- Mexican hat dance  (Mexikóban játszódó jeleneteknél, vagy ahol latin figurák szerepelnek)
- Tell Vilmos nyitány (lovas üldözéseknél)
- In My Merry Oldsmobile (ahol autók szerepelnek)
- The Arkansas Traveler  (hillbilly és yokel karakterek szereplésekor)
- Blues in the night (afro-amerikai vagy szomorú karakterek esetében)
- California, Here I Come (ahol a karakterek gyorsan elindulnak)
- Powerhouse (ahol gépek szerepelnek vagy egy gyár a helyszín)
- Morning Mood  (hangulatos reggel játszódó jeleneteknél)
- Freddie the Freshman  (football jeleneteknél)
- We're in the Money (ahol pénz szerepel vagy a karakterek meggazdagodnak)
- In an 18th Century Drawing Room (általában Nagymama jeleneteinél a Szilveszter és Csőrike-filmekben)
- Las Chiapanecas (a Bully for Bugsban, ahol Tapsi Hapsi szombréróban táncol és megpofozza a bikát)
- Lucky Day (ahol a karaktereket szerencse éri)

## Felvételek
- The Carl Stalling Project: Music From Warner Bros. Cartoons, 1936–1958. Warner Bros., 1990
- The Carl Stalling Project Volume 2: More Music From Warner Bros. Cartoons, 1939–1957. Warner Bros., 1995
- Bugs Bunny On Broadway. (Broadway Cast Album) Warner Bros., 1990